# Tangermünde
Tangermünde település Németországban, azon belül Szász-Anhalt tartományban. Lakosainak száma 10 228 fő (2023. december 31.).

## Fekvése
Berlintől nyugatra, Stendal délkeleti szomszédjában fekvő település.

## Földrajza
Tangermünde az Elba brandenburgi szakaszától nyugatra eső országrészben, az Altmark-tól délkeletre, egy fennsíkon található.

## Története

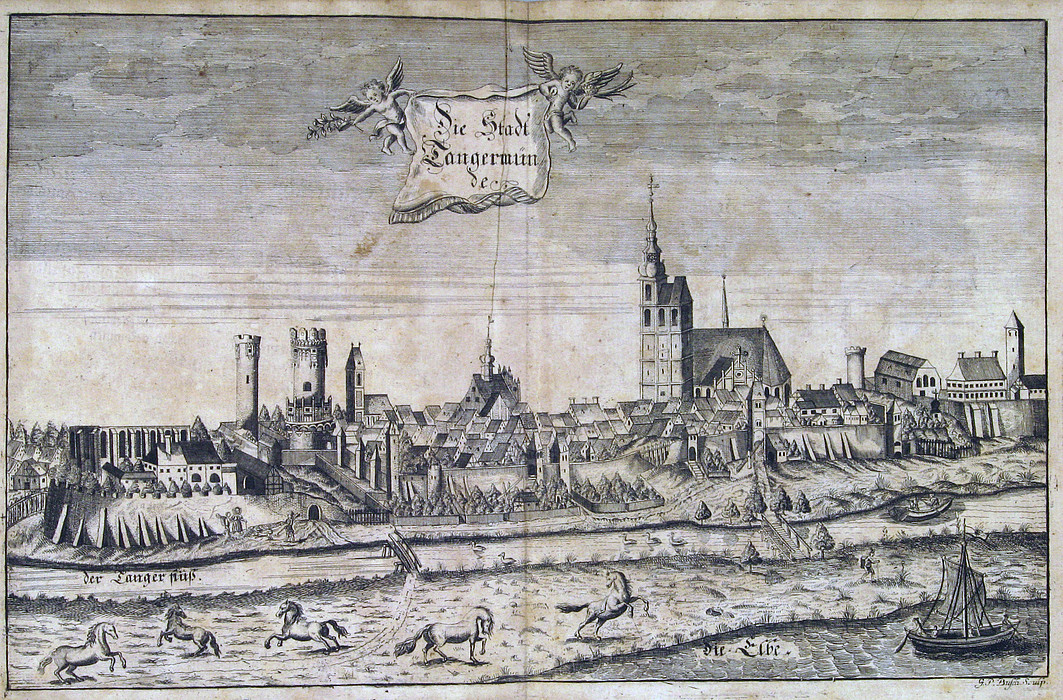
Tangermüde egy 1729-es képen

Tangermünde igen régi település. Kastélya nevét 1009-ben említették először, magát a várost pedig 1275-ben említette először oklevél. A sziklaoromra épült vára a 14. században IV. Károly császár második székhelye lett 1373-tól 1378-ig. Az alatta elterülő város a középső tartományok fővárosává emelkedett. A régi kastély császári palota lett.
Hanza-város, melynek csúcspontja a 15. század volt. A város kapui és a városháza az észak-német tégla gótika stílusában épült. Szent István templomát is ebben az időben bővítették gótikus csarnok templommá.
1617. szeptember 13-án a város majdnem teljesen leégett. A tűzvészért Grete Minde árvát okolták, aki a feltételezések szerint örökségért állt bosszút. Halálra ítélték és 1619-ben megégették a téren. Theodor Fontanenak ez az esemény adta az ihletet Grete Minde című 1880-as években írt regényéhez.
A tűzvész után sok csodálatos félkeretes ház épült, melynek faragott portáljai és dekoratív formái fennmaradtak a mai napig. A harmincéves háború miatt azonban a város elvesztette fontosságát mint kereskedelmi központ, jelentéktelenné lett.
Egykori városfalai és IV. Károly várának fennmaradt részei, két gyönyörű, téglából épült kapuja máig láthatók. Nagyon  szép a kéttornyú Stephandsom (István-székesegyház), valamint a belváros régi épületei közül a Városháza is, mely egyik legszebb példájaa vörös téglából épült gótikus műemlékeknek.

## Grete Minde emlékére

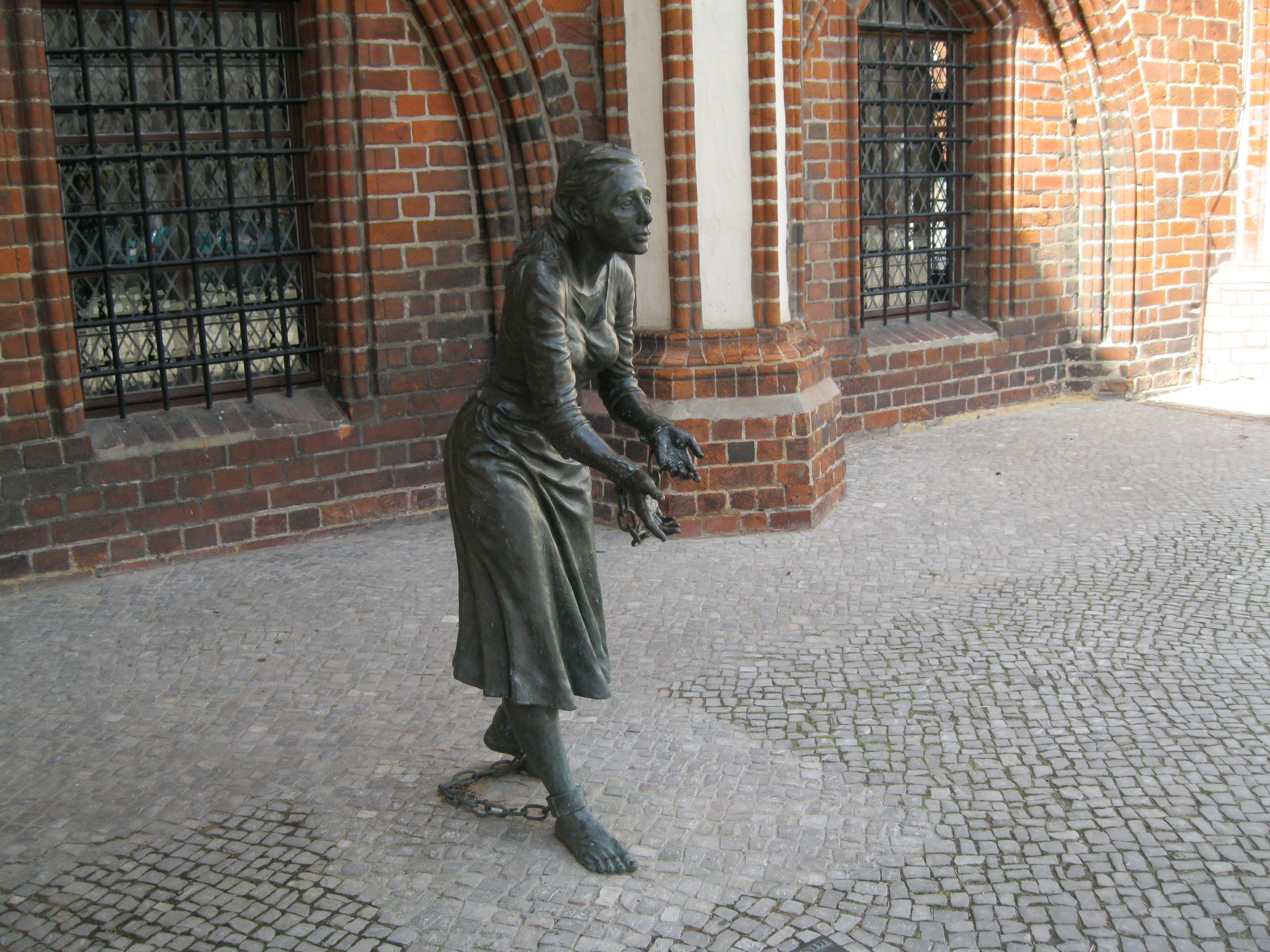
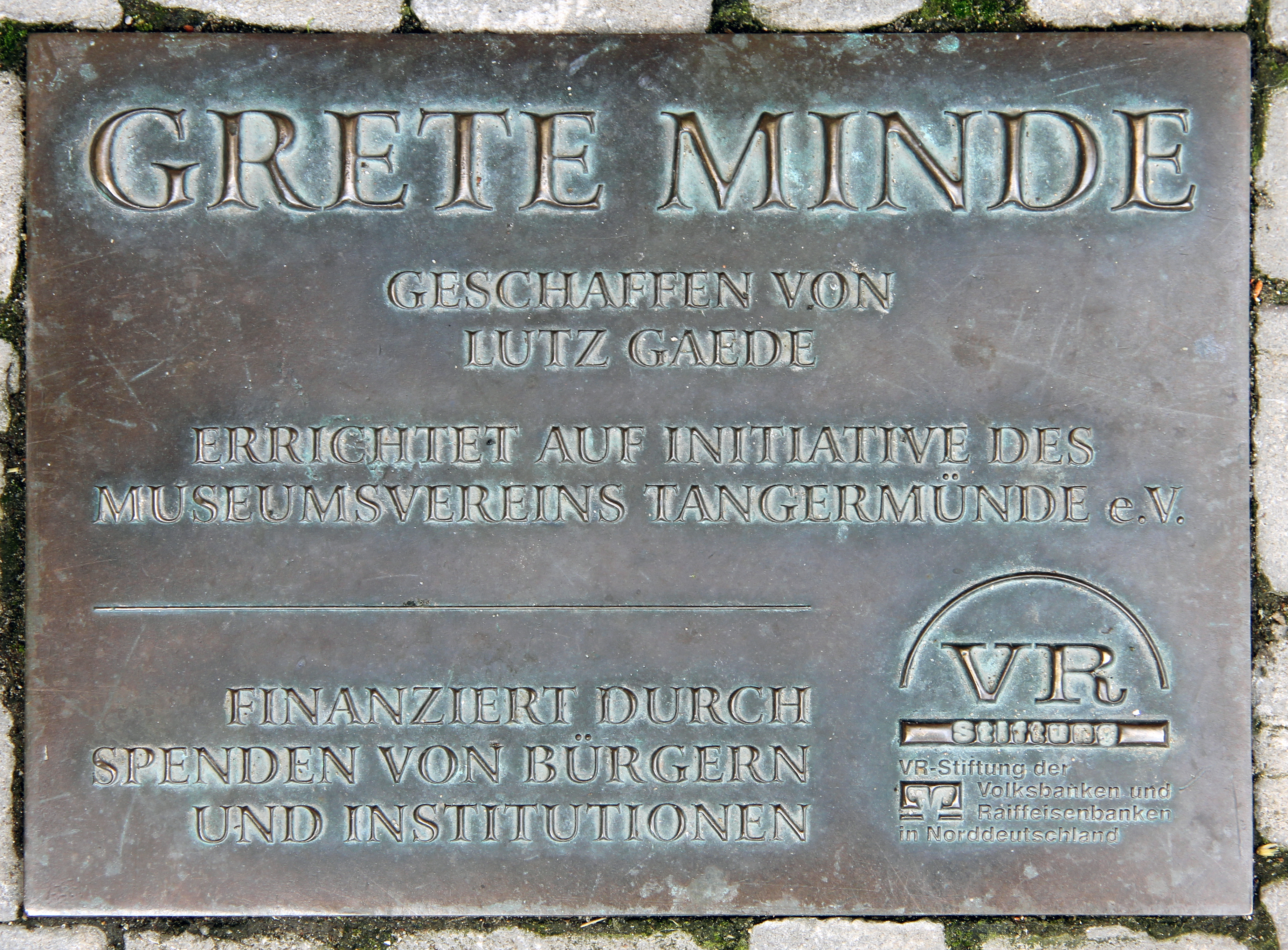
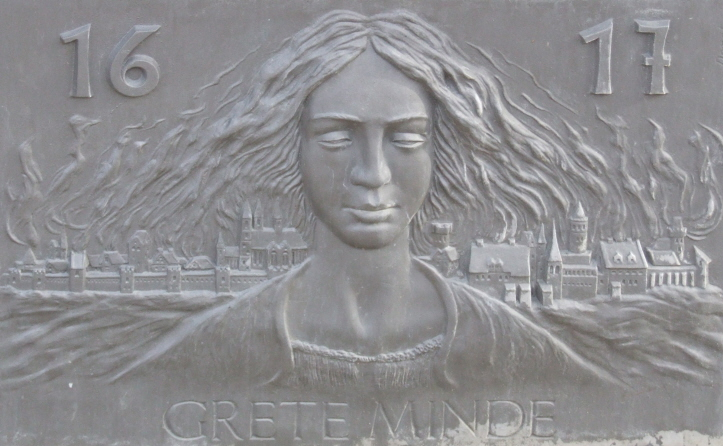

## Nevezetességek
- István székesegyház (Stephandsom)
- Városháza (Rathaus)

## Galéria

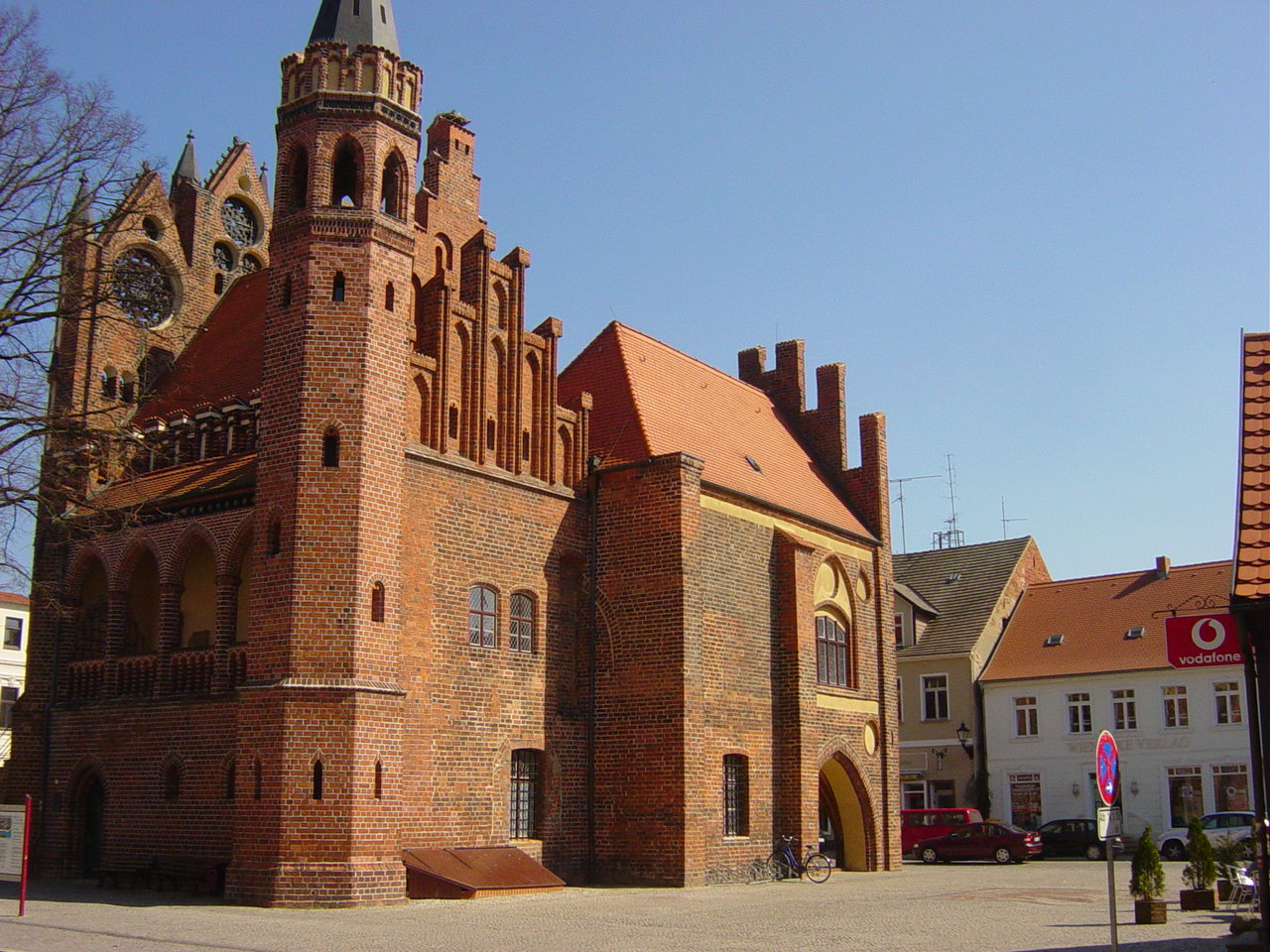
Városháza
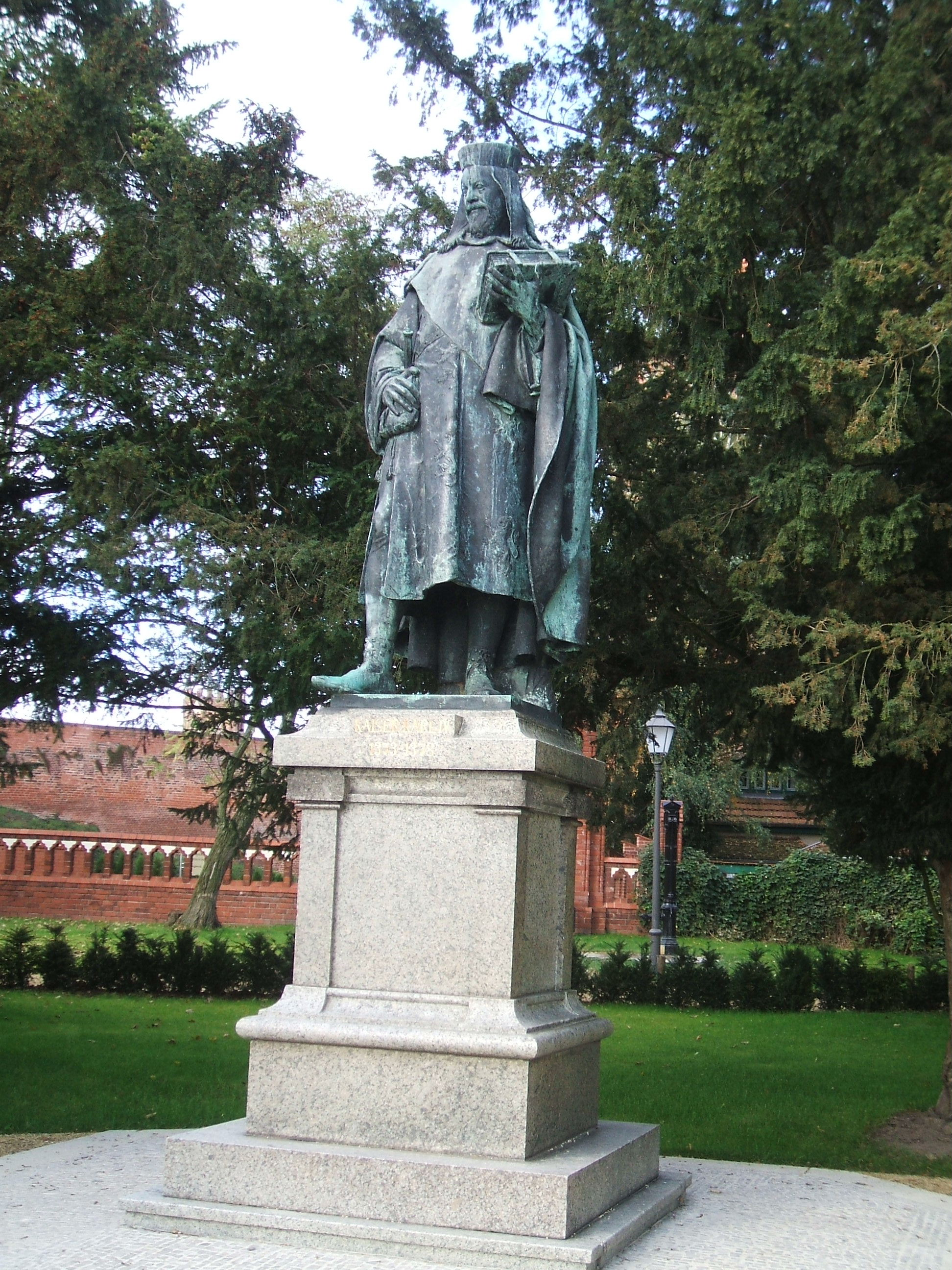
IV. Károly szobra
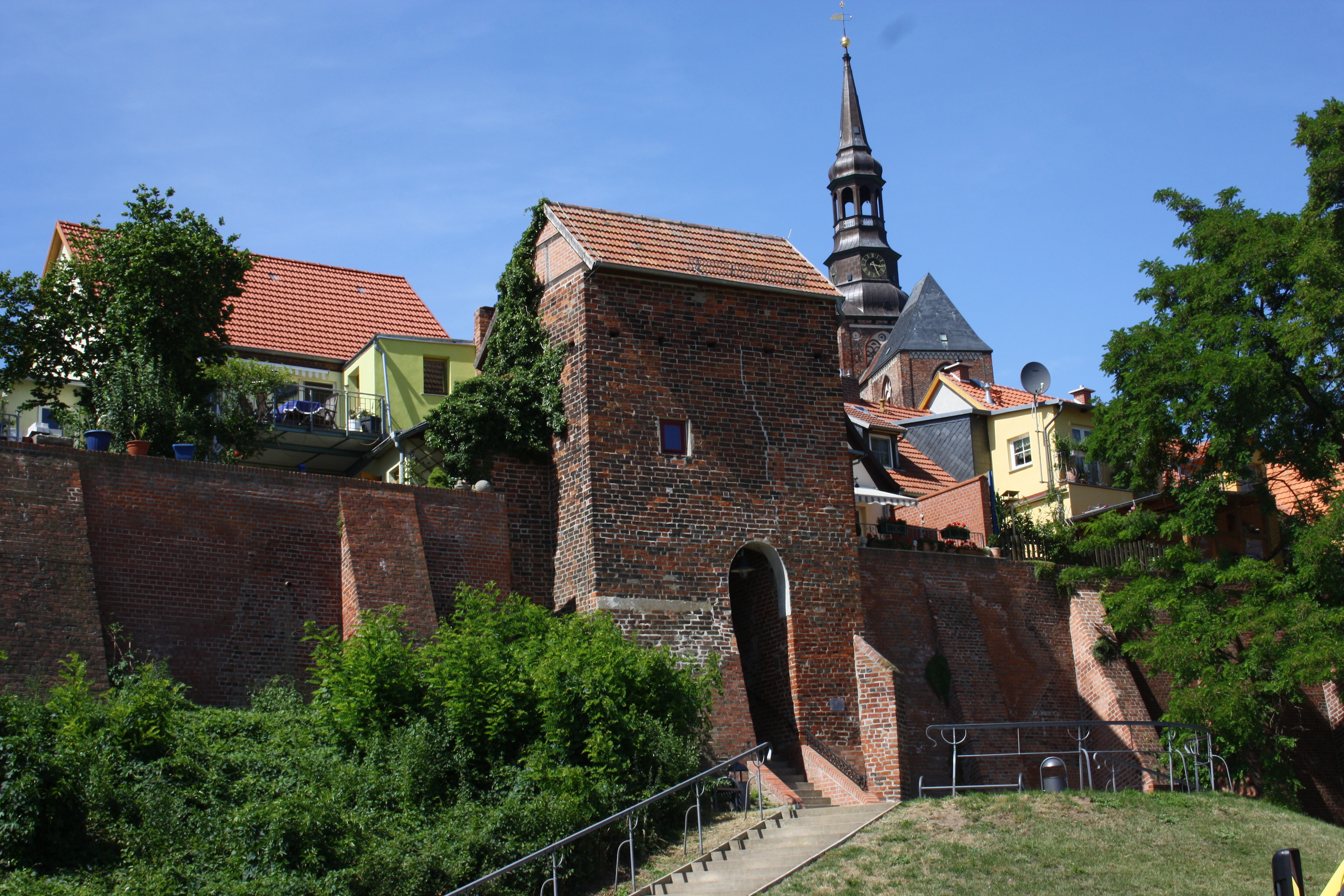
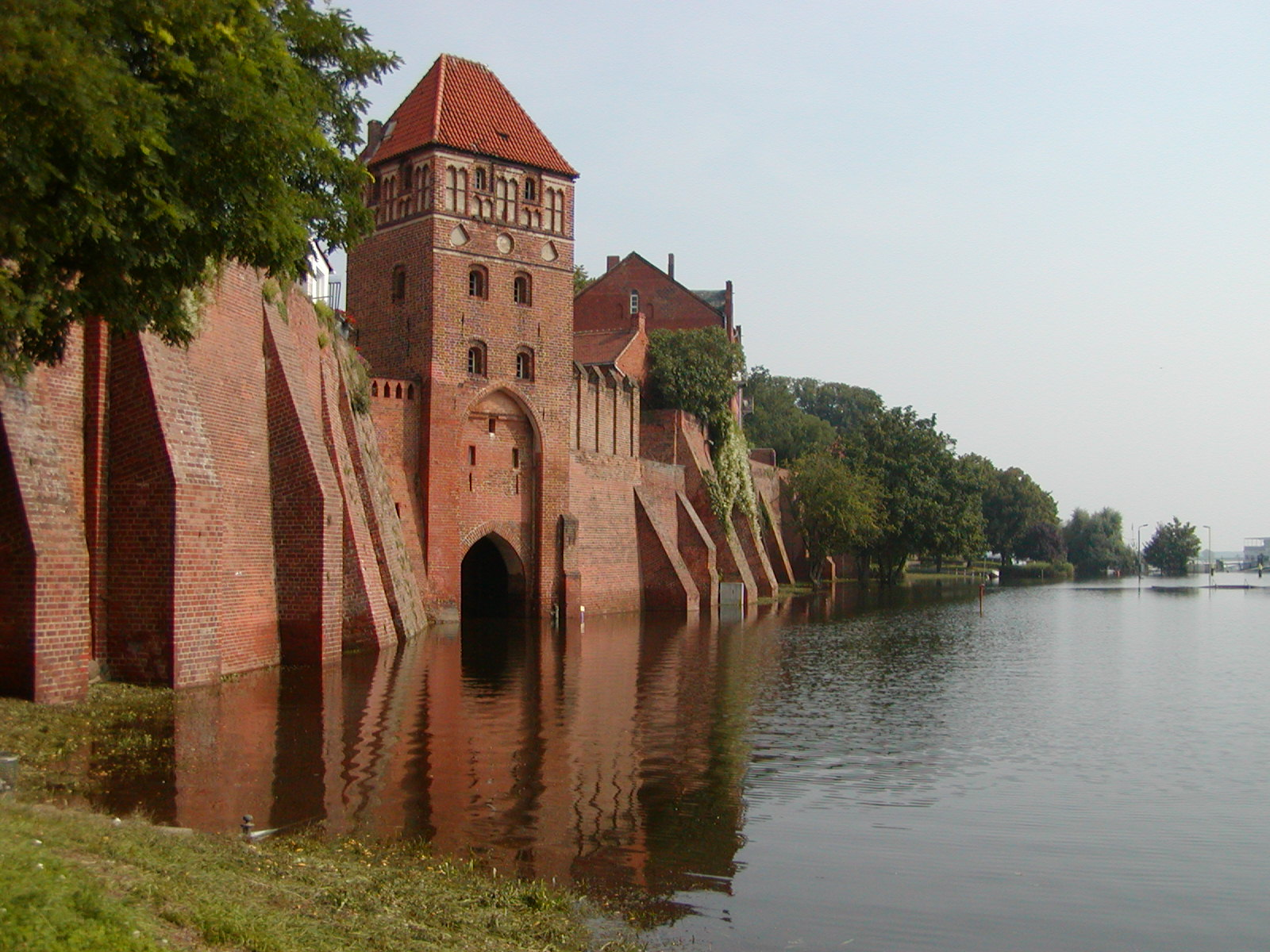
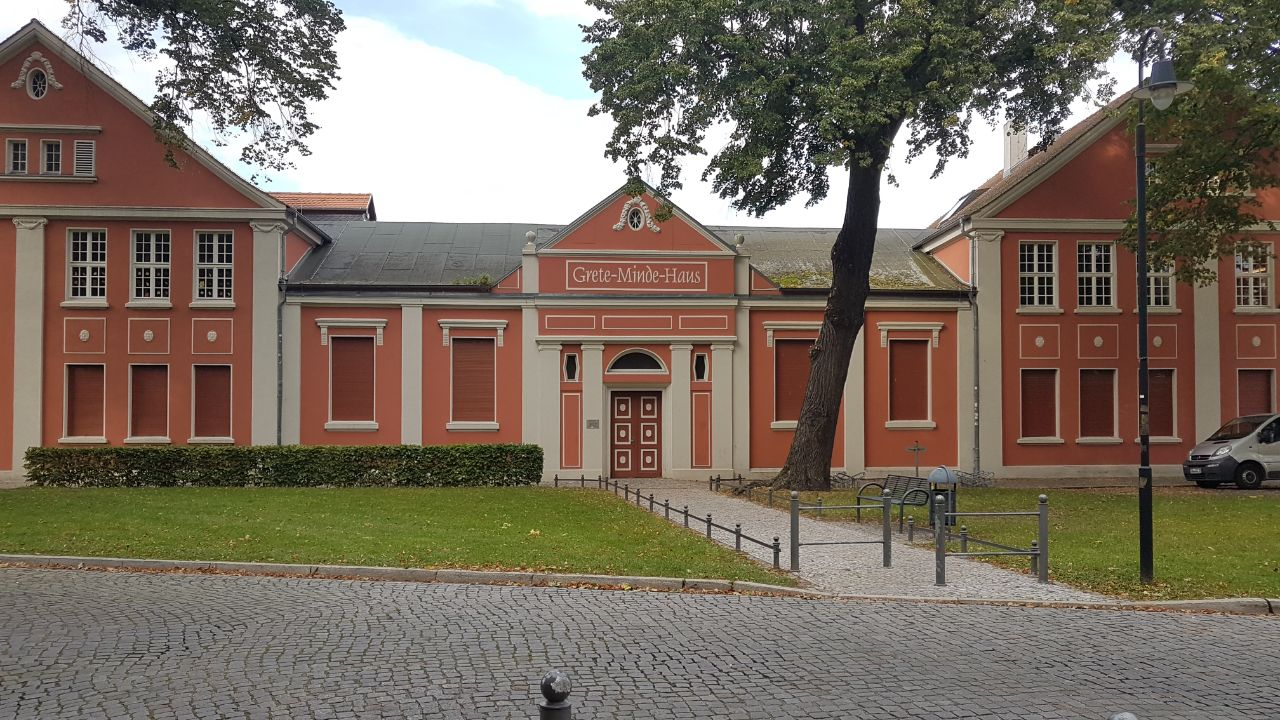
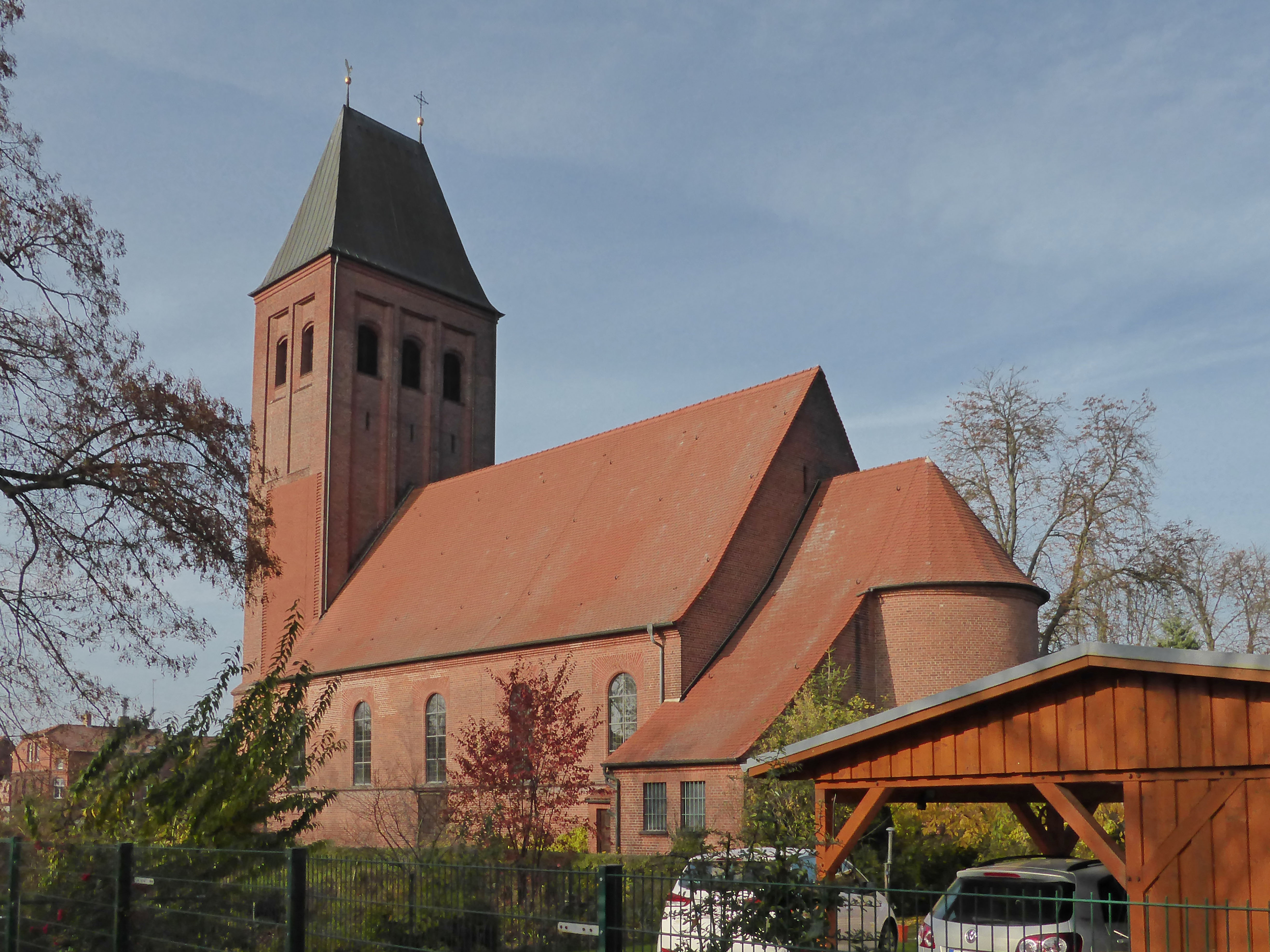
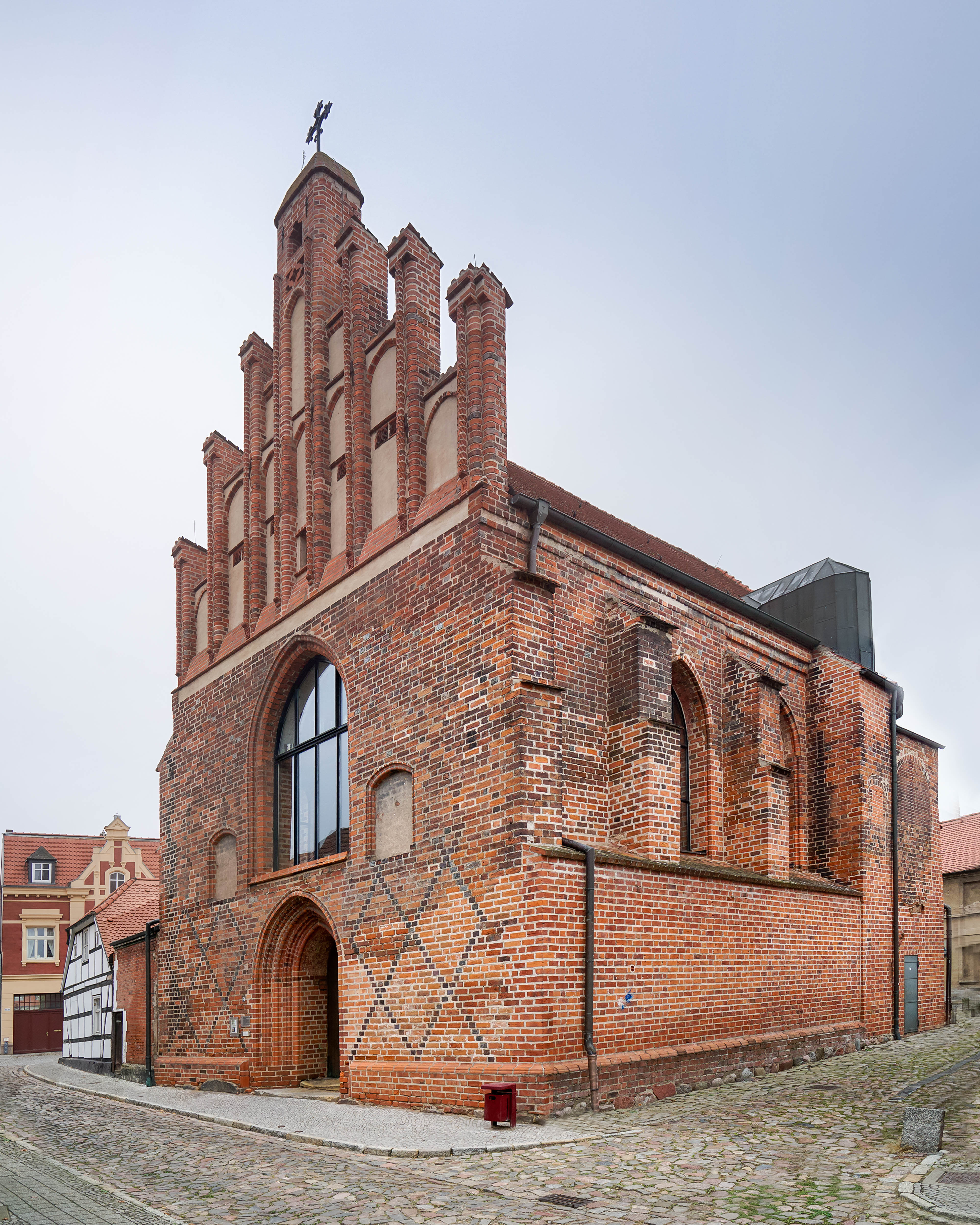
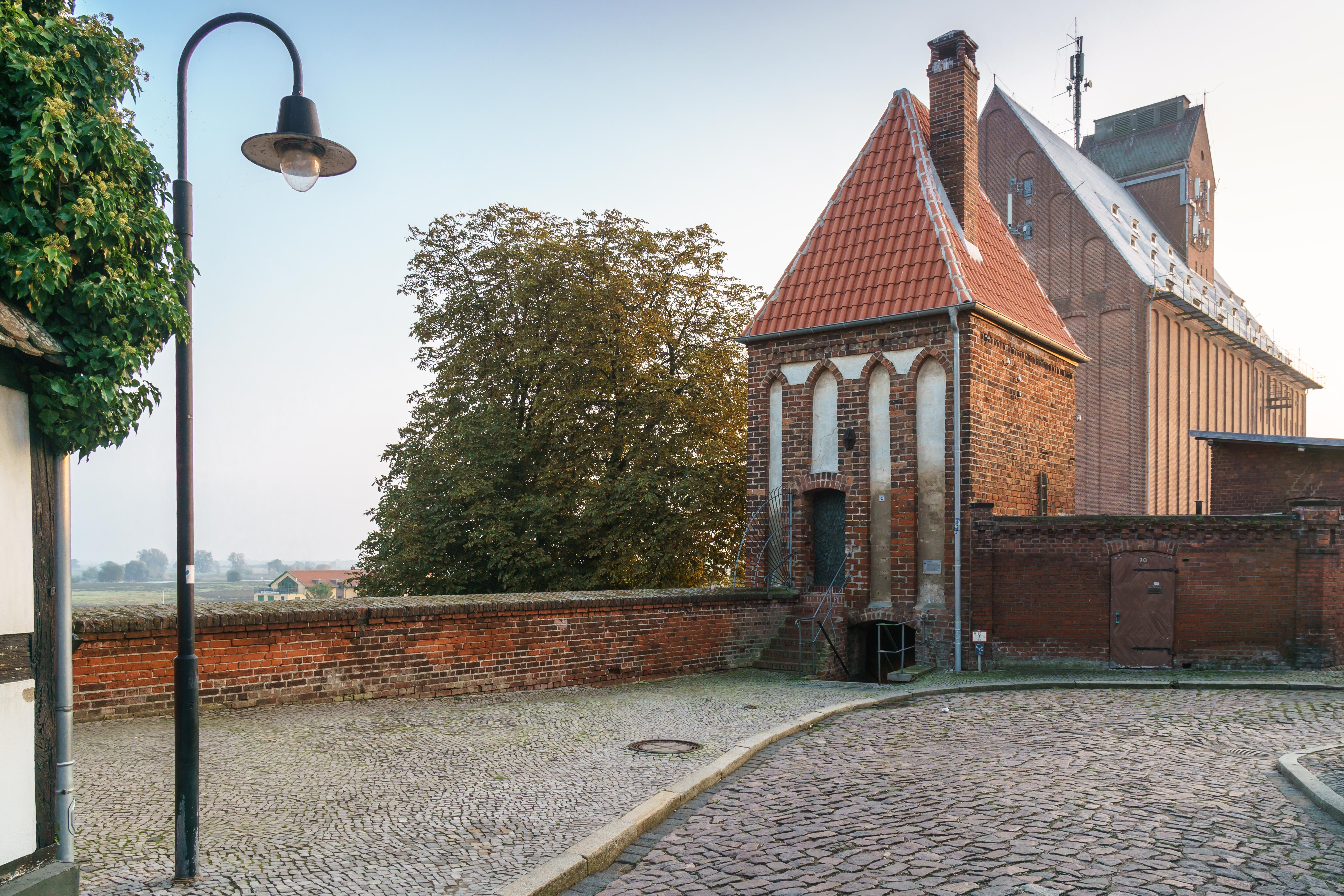

## Népesség
A település népességének változása:
| Lakosok száma | 10 370 | 10 310 | 10 350 | 10 283 | 10 228 |
|               | 2017   | 2019   | 2021   | 2022   | 2023   |